# Bis(trimethylsilyl)rtuť
Bis(trimethylsilyl)rtuť je organická sloučenina rtuti se vzorcem (CH3)3-Si-Hg-Si-(CH3)3.

## Příprava
Tato sloučenina byla poprvé připravena v roce 1963 reakcí trimethylsilylbromidu se sodným amalgámem:
2 Na + Hg + TMSBr → TMS2Hg + 2 NaBr

## Reakce
Při zahřívání na 100 až 160 °C, nebo v etherovém roztoku vystaveném slunečnímu světlu se bis(trimethylsilyl)rtuť rozkládá na hexamethyldisilan:
TMS2Hg → (CH3)3Si-Si(CH3)3 + Hg
Reakcí s chlorovodíkem vzniká trimethylsilan a trimethylsilylchlorid:
TMS2Hg + HCl → TMSH + TMSCl + Hg